# Plac Przyjaciól Sopotu
Plac Przyjaciól Sopotu je náměstí ve čtvrti Dolny Sopot v Sopotech v Pomořském vojvodství nedaleko pobřeží Gdaňského zálivu Baltského moře v severním Polsku.

## Další informace
Plac Przyjaciól Sopotu sousedí na východě s náměstím Plac Zdrojowy u mola v Sopotech a na jihu s populární ulicí Bohaterów Monte Cassino. Je to největší a nejznámější náměstí v Sopotech, které je pečlivě udržované a turisty hojně navštěvované. Lze je chápat jako architektonicky cílené rozšíření promenády Bohaterów Monte Cassino. Esteticky zajímavá je také dlažba, květinová výzdoba a fontána. Pod náměstím vede tunel pro automobily, který spojuje ulici Grunwaldzka a Powstańców Waršavy.

## Galerie

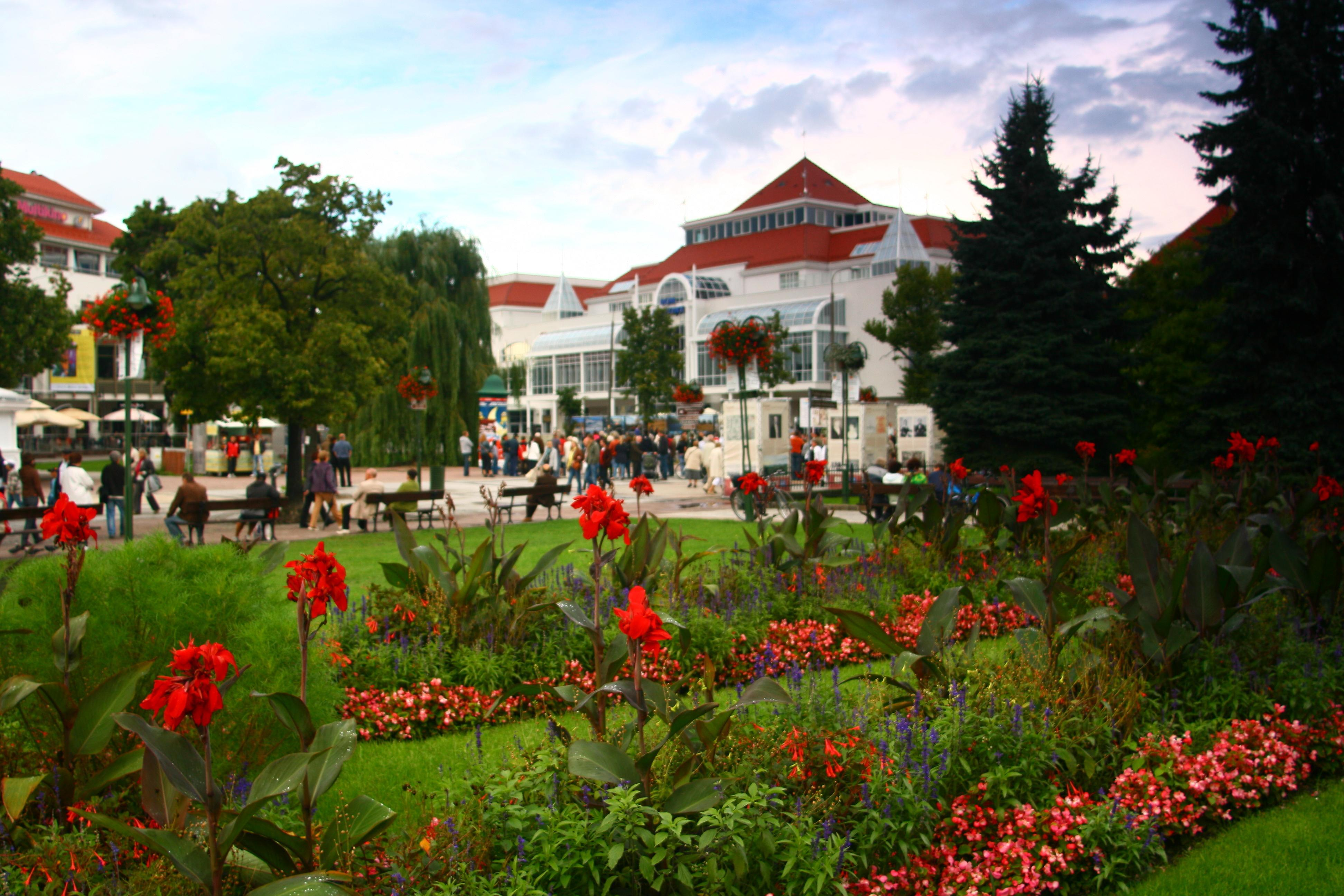
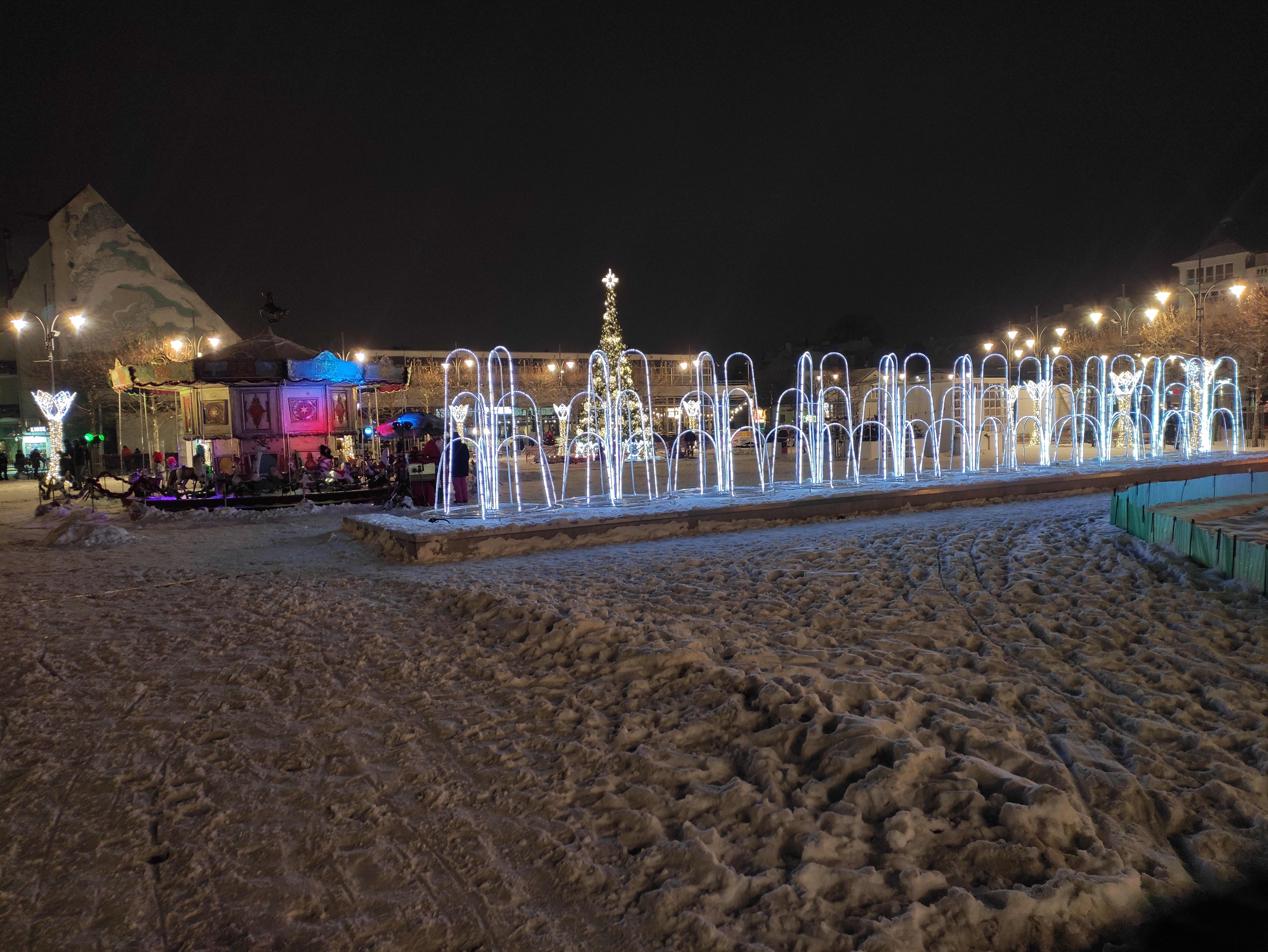
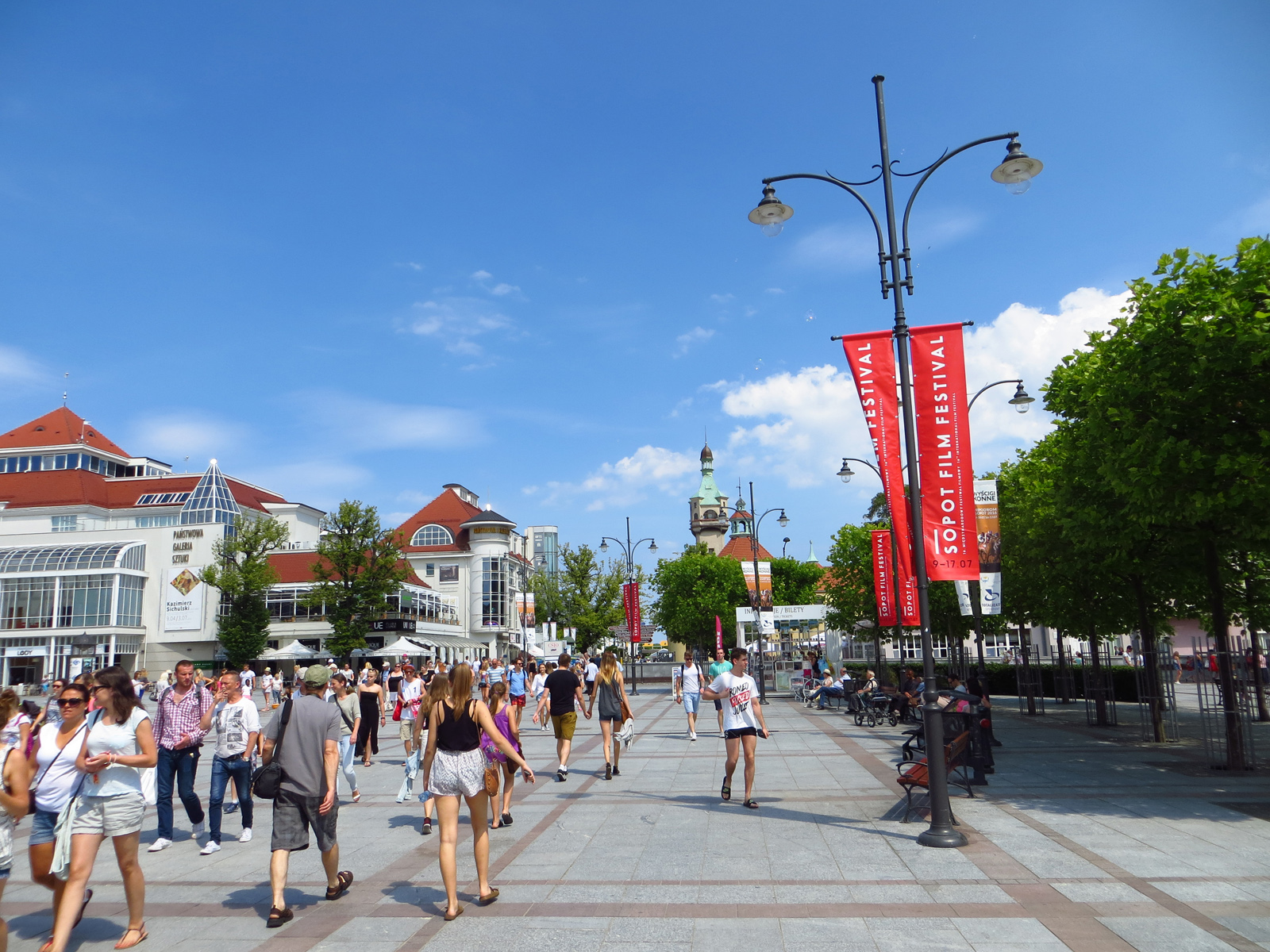
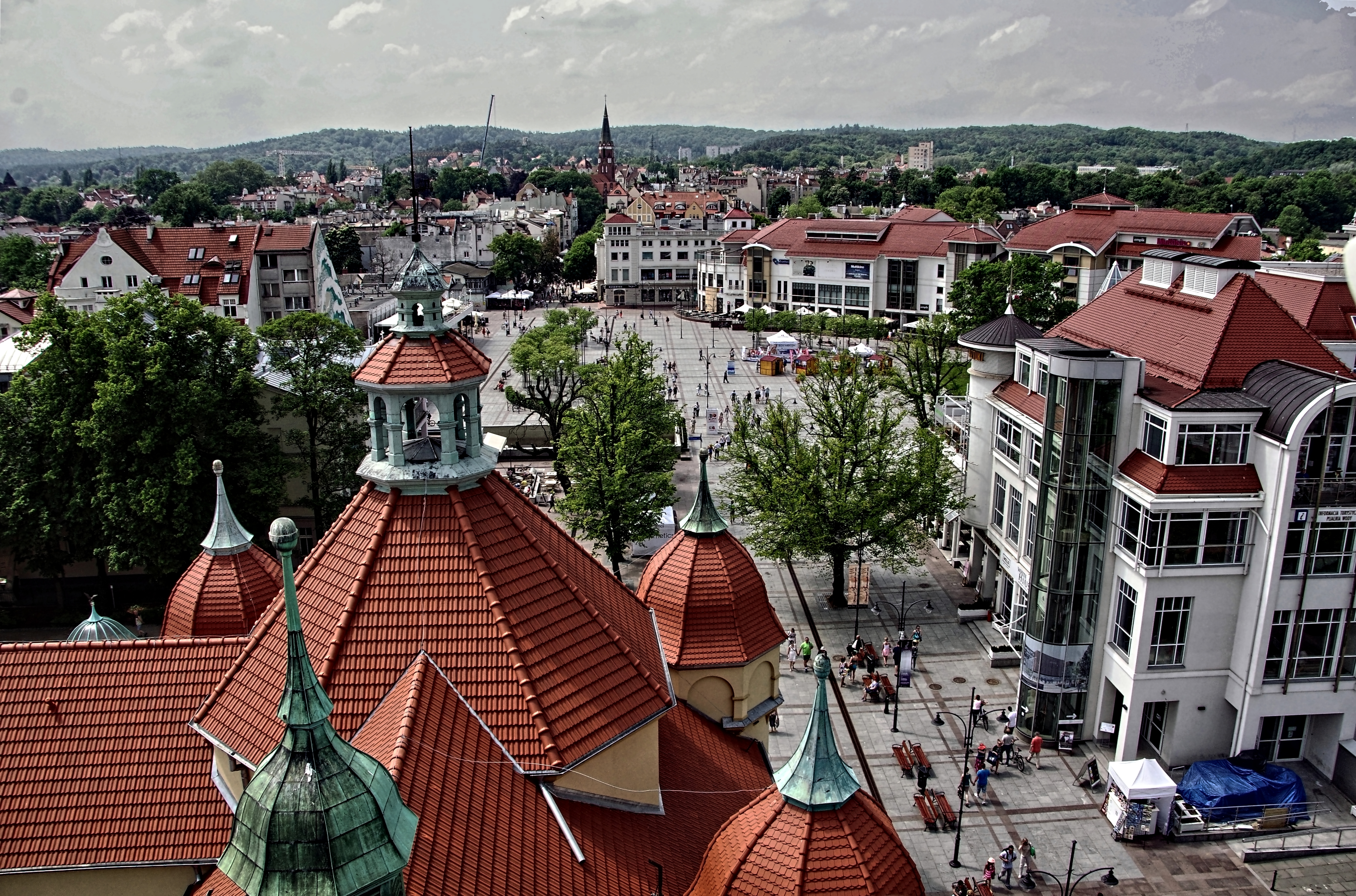